# Qualificazioni ai Giochi della XXIII Olimpiade (CONCACAF)
Di seguito sono elencati gli incontri con relativo risultato della zona nord/centro americana (CONCACAF) per le qualificazioni a Los Angeles 1984.

## Formula
La formula prevedeva cinque turni: due turni preliminari, due turni ad eliminazione diretta e un girone finale.
Al primo turno eliminatorio partecipavano 4 squadre (Antigua e Barbuda, Barbados, Cuba e Giamaica), esse vennero divise in 2 spareggi A/R. In caso di pareggio, era previsto un terzo incontro in campo neutro.
Al secondo turno eliminatorio partecipavano le vincenti dei 2 spareggi del primo turno eliminatorio, esse dovevano affrontarsi in uno spareggio A/R. In caso di pareggio, era previsto un terzo incontro in campo neutro. Le vincente si sarebbe qualificata al primo turno.
Al primo turno partecipavano la vincente del secondo turno eliminatorio e le rimanenti 11 squadre che non avevano dovuto disputare il primo turno preliminare, in totale c'erano dunque 12 squadre che vennero divise in 6 spareggi A/R. In caso di pareggio, era previsto un terzo incontro in campo neutro.
Nel secondo turno le squadre che avevano passato il primo turno vennero divise in 3 spareggi A/R. In caso di pareggio, era previsto un terzo incontro in campo neutro.
Il terzo turno era composto di un girone A/R a cui partecipavano tre le squadre che avevano passato il turno precedente.
Si qualificarono alle Olimpiadi le prime due classificate nel girone finale.

## Risultati

### Primo turno eliminatorio
| Saint John's 16 gennaio 1983 | Antigua e Barbuda | 0 – 1 | Barbados |  |

| Bridgetown 23 febbraio 1983 | Barbados | 2 – 1 | Antigua e Barbuda |  |

| Montego Bay 17 febbraio 1983 | Giamaica | 0 – 1 | Cuba |  |

| L'Avana 27 febbraio 1983 | Cuba | 4 – 1 | Giamaica |  |

Passano il turno Barbados (3-1) e Cuba (5-1).

### Secondo turno eliminatorio
| L'Avana 27 marzo 1983 | Cuba | 2 – 0 | Barbados |  |

| Bridgetown 10 aprile 1983 | Barbados | 0 – 0 | Cuba |  |

Passa il turno Cuba (2-0).

### Primo turno
| Burnaby 8 maggio 1983                                                            | Canada    | 6 – 0 | Bermuda |  |
| \| \| \| \| \| Felix 23’ 65’ Sudeyko Pakos 42’ Connor McNally \| Marcatori \| \| |           |       |         |  |
|                                                                                  |           |       |         |  |
| Felix 23’ 65’ Sudeyko Pakos 42’ Connor McNally                                   | Marcatori |       |         |  |

| Hamilton 15 maggio 1983                      | Bermuda   | 1 – 1 | Canada |  |
| \| \| \| \| \| Dill \| Marcatori \| Pakos \| |           |       |        |  |
|                                              |           |       |        |  |
| Dill                                         | Marcatori | Pakos |        |  |

| Toluca 8 maggio 1983 | Messico | 6 – 0 | Bahamas |  |

| Nassau 15 maggio 1983 | Bahamas | 0 – 0 | Messico |  |

| San Salvador 22 maggio 1983 | El Salvador | 0 – 2 | Guatemala |  |

| Città del Guatemala 25 maggio 1983 | Guatemala | 4 – 0 | El Salvador |  |

| Tegucigalpa 11 maggio 1983                | Honduras  | 0 – 1   | Costa Rica |  |
| \| \| \| \| \| \| Marcatori \| Guardia \| |           |         |            |  |
|                                           |           |         |            |  |
|                                           | Marcatori | Guardia |            |  |

| San José 18 maggio 1983                                                    | Costa Rica | 3 – 2                 | Honduras |  |
| \| \| \| \| \| Coronado Chavarría \| Marcatori \| Marcatori sconosciuti \| |            |                       |          |  |
|                                                                            |            |                       |          |  |
| Coronado Chavarría                                                         | Marcatori  | Marcatori sconosciuti |          |  |

| Paramaribo 29 maggio 1983 | Suriname | 1 – 0 | Cuba |  |

| L'Avana 12 giugno 1983 | Cuba | 3 – 0 | Suriname |  |

| Port of Spain 5 agosto 1983 | Trinidad e Tobago | 1 – 0 | Antille Olandesi |  |

| Willemstad 28 agosto 1983 | Antille Olandesi | 0 – 0 | Trinidad e Tobago |  |

Passano il turno Canada (7-1), Costa Rica (4-2), Cuba (3-1), Guatemala (6-0), Messico (6-0) e Trinidad e Tobago (1-0).

### Secondo turno
| L'Avana 25 novembre 1983 | Cuba | 2 – 0 | Trinidad e Tobago |  |

| Port of Spain 9 dicembre 1983 | Trinidad e Tobago | 2 – 0 | Cuba |  |

| San José 20 dicembre 1983 | Cuba | 1 – 0 | Trinidad e Tobago |  |

| Victoria 23 ottobre 1983                     | Canada    | 1 – 0 | Messico |  |
| \| \| \| \| \| Martin 25’ \| Marcatori \| \| |           |       |         |  |
|                                              |           |       |         |  |
| Martin 25’                                   | Marcatori |       |         |  |

| Toluca 6 novembre 1983                                             | Messico   | 2 – 1        | Canada |  |
| \| \| \| \| \| Osorio 56’ Ruiz 82’ \| Marcatori \| 22’ Garraway \| |           |              |        |  |
|                                                                    |           |              |        |  |
| Osorio 56’ Ruiz 82’                                                | Marcatori | 22’ Garraway |        |  |

| Fort Lauderdale 20 dicembre 1983           | Canada    | 1 – 0 | Messico |  |
| \| \| \| \| \| Gray 63’ \| Marcatori \| \| |           |       |         |  |
|                                            |           |       |         |  |
| Gray 63’                                   | Marcatori |       |         |  |

| San José 23 ottobre 1983                       | Costa Rica | 1 – 0 | Guatemala |  |
| \| \| \| \| \| Williams 85’ \| Marcatori \| \| |            |       |           |  |
|                                                |            |       |           |  |
| Williams 85’                                   | Marcatori  |       |           |  |

| Città del Guatemala 30 ottobre 1983                            | Guatemala | 1 – 1  | Costa Rica |  |
| \| \| \| \| \| Marcatore sconosciuto \| Marcatori \| Solano \| |           |        |            |  |
|                                                                |           |        |            |  |
| Marcatore sconosciuto                                          | Marcatori | Solano |            |  |

Passano il turno Canada (3-2), Costa Rica (2-1) e Cuba (3-2).

### Terzo turno
| Squadra    | P.ti | G | V | N | P | GF | GS | DR |
| ---------- | ---- | - | - | - | - | -- | -- | -- |
| Costa Rica | 5    | 4 | 1 | 3 | 0 | 1  | 0  | +1 |
| Canada     | 4    | 3 | 1 | 2 | 0 | 3  | 0  | +3 |
| Cuba       | 1    | 3 | 0 | 1 | 2 | 0  | 4  | -4 |

| San José 2 marzo 1984                      | Costa Rica | 1 – 0 | Cuba |  |
| \| \| \| \| \| Coronado \| Marcatori \| \| |            |       |      |  |
|                                            |            |       |      |  |
| Coronado                                   | Marcatori  |       |      |  |

| L'Avana 16 marzo 1984 | Cuba | 0 – 0 | Costa Rica |  |

| San José 1º aprile 1984 | Costa Rica | 0 – 0 | Canada |  |

| Victoria 14 aprile 1984                                    | Canada    | 3 – 0 | Cuba |  |
| \| \| \| \| \| Sweeney 17’ 81’ Gray 73’ \| Marcatori \| \| |           |       |      |  |
|                                                            |           |       |      |  |
| Sweeney 17’ 81’ Gray 73’                                   | Marcatori |       |      |  |

| Victoria 18 aprile 1984 | Canada | 0 – 0 | Costa Rica |  |

| L'Avana 25 aprile 1984 | Cuba | – | Canada |  |